# برايان كلاي
برايان كلاي (بالإنجليزية: Brian Clay)‏ هو لاعب دوري الرغبي أسترالي، ولد في 1935 في سيدني في أستراليا، وتوفي بنفس المكان في 1987.